# The Velvet Underground and Nico: A Symphony of Sound
The Velvet Underground and Nico: A Symphony of Sound je film amerického výtvarníka a režiséra Andyho Warhola z roku 1966 natočený v jeho uměleckém ateliéru The Factory v New Yorku. Jedná se o 67minutový černobílý film. Ve filmu je zachycena zkouška skupiny The Velvet Underground v sestavě Lou Reed, John Cale, Sterling Morrison, Maureen Tuckerová a Nico. Skupina ve filmu hraje improvizovanou hudbu, přičemž v prvních minutách je zabírána pouze Nico a později až celá kapela. Ke konci ji přeruší newyorská policie kvůli stížnostem na hluk.